# لاألوهية
اللاألوهية مصطلح يغطي مساحة واسعة من التصرفات المتدينة واللامتدينة، التي تصف رفض الألوهية أو اعتقاد في إله شخصي أو تعدد الآلهة. بدأ موضوع اللاألوهية كوصف مرادف للعلمانية، فأصبح مصطلح يضم مصطلحات مختلفة عن بعضها لكن له مواقف مثل الطبيعانية متحدة، مثل اللاأدرية والشكوكية والإلحاد. استخدمت اللاألوهية في اللاهوت الدفاعي واللاهوت التحرري. كما تستخدم أحياناً كمرادف للإلحاد.
تضم اللاألوهية عدداً من الأفكار: «الإلحاد القوي» هو التعبير الموجب لعدم وجود الخالق، شخص لا يفكر بوجود الإله يمكن أن يسمى «ملحد ضعيف» أو ملحد ضمني. وهناك فئات أخرى من اللاألوهية معروفة باسم اللاأدرية: لاأدري «قوي» أو «إيجابي» يستحيل عليه معرفة إذا كان الخالق موجوداً أم لا. وهو رأي أكثر دقة من لاأدري ضعيف، حيث يعتقد ذاك بأنه غير معروف وجود أو عدم وجود الآلهة ولكن ليس بالضرورة مستحيل معرفته.
هناك آراء فلسفية أخرى عن وجود الإله، من ضمنها الشكوكية، فبسبب المعاني المختلفة لكلمة إله، فقد يكون الشخص ملحداً من بعض النواحي، لكن لاأدري من نواحي أخرى.
وقد لعبت اللاألوهية دوراً في المسيحية، البوذية، والهندوسية.

## الوصلات الخارجية
- nontheism.org
- لاألوهية